# Майоровський (Суровікінський район)
Майоровський (рос. Майоровский) — хутір у Суровікінському районі Волгоградської області Російської Федерації.
Населення становить 452 особи. Входить до складу муніципального утворення Качалинське сільське поселення.

## Історія
Хутір розташований у межах українського історичного та культурного регіону Жовтий Клин.
Згідно із законом від 21 грудня 2004 року № 971-ОД органом місцевого самоврядування є Качалинське сільське поселення.

## Населення
| 2010 |
| ---- |
| 452  |